# Sphenomorphus orientale
Espèce
Synonymes
- Lygosoma orientale Shreve, 1940

Sphenomorphus orientale est une espèce de sauriens de la famille des Scincidae.

## Répartition
Cette espèce est endémique de Birmanie.

## Publication originale
- Shreve, 1940 : Reptiles and amphibians from Burma with descriptions of three new skinks. Proceedings of the New England Zoölogical Club, vol. 18, p. 17-26.